# Савченко Іван Григорович
Іва́н Григо́рович Са́вченко (18 лютого (2 березня) 1862, Роменський повіт Полтавської губернії, тепер Сумська область — 3 листопада 1932, Краснодар, Північно-Кавказький край, РСФРР) — український патолог, мікробіолог та імунолог родом із Лубенського полку Гетьманщини. Засновник та директор Кубанського хіміко-бактеріологічного інституту.

## Біографія
Закінчив медичний факультет Київського університету і до 1895 року працював у ньому.
Учень Г. М. Мінха, сподвижник І. І. Мечникова. Був у закордонному науковому відрядження до Інституту ім. Пастера (1896 рік), де працював над проблемою фізичної природи та механізму фагоцитозу.
З 1896 по 1919 рік працював у Казанському університету, екстраординарний професор кафедри загальної патології (з 1897 року). Першим почав викладати студентам бактеріологію (1903 рік), створив Бактеріологічний інститут (Казань). У 1905 році оприлюднив повідомлення про своє відкриття скарлатинозного токсину.
1919 року отримав українське громадянство та повернувся до УНР, яку невдовзі окупувала большевицька Московщина. 1920 року евакуювався на Кубань, там — професор Кубанського університету в Краснодарі з 1920 року (з 1922 року — медичного інституту), викладав загальну патологію і медичну мікробіологію. Був засновником та директором Кубанського хіміко-бактеріологічного інституту.

## Наукова діяльність
1893 року разом із Данилом Заболотним зробив на собі небезпечний дослід: випив живу холерну культуру, після попередньої пробної імунізації, щоб довести ефективність імунізації через рот (цим досвідом покладено було початок методам ентеровакцинації).
У галузі теоретичної імунології велике значення для науки мав цикл праць Савченко та його співробітників із фагоцитозу. Савченко працював також над організацією протиепідемічної служби на Кубані (боротьба з малярією, черевним тифом, скарлатиною).

## Основні праці
Опублікував понад 100 наукових праць, які були присвячені інфекційній патології, імунітету, фагоцитозі, онкології, патологічній гістології, дослідженню прокази, холери, сибірки, епідемічного поворотного тифу, ревматизму, пневмонії та ін. Зокрема:
- Несколько слов о палочке доктора Е. В. Ворониной и о клинических формах заболеваний, ею вызываемых. — Кубан. науч.-мед. вестн., 1922, № 1-6, С. 9-14.
- К патогенезу тропической малярии по сывороточным реакциям иммунитета. — Юго-Вост. вестн. здравоохр., 1924, № 3-4, С. 147—148.
- Специфическая реакция связывания комплемента при малярии. — Тр. Кубан. окр. маляр. станции. Краснодар, 1926, С. 1011—1021.
- К вопросу о микробицидности сывороток гаметоносителей по отношению к формам шизонтов при malaria tropica. — Тр. Кубан. окр. маляр. станции. 1926, С. 33-39.
- К учению о лихорадке. — Казан.мед. журн., 1926, № 5/6, С. 524—531.
- Специфическая реакция отклонения комплемента при малярии и ее практическое применение. — Тр. 9 Всесоюз. съезда бактер., эпид. и сан. врачей. Л., 1926, С. 219.
- Реакция отклонения комплементу при malaria quartana. — Казан. мед. журн., 1929, № 3, С. 272—273.